# Franz Carl August von Schenkenberg genannt Schenkelberg
Franz Carl August von Schenkenberg genannt Schenkelberg (* 6. Mai 1805 in München; † 10. März 1869 in Aschaffenburg) war ein deutscher Bergingenieur, der in der ersten Hälfte des 19. Jahrhunderts als Entomologe, Mineralien- und Fossiliensammler sowie als Autor eines biographischen Werkes zur Mineralogie und eines Reiseführers über die russische Stadt Sankt Petersburg wirkte.

## Leben
Franz Carl August von Schenkenberg genannt Schenkelberg erwarb den Magister der freien Künste und wurde am 16. Juni 1838 in absentia an der Universität Erlangen mit seiner Schrift Die lebenden Mineralogen zum Dr. phil. promoviert. Er war Bergingenieur, lebte in München am Carlsthor-Rondell {\displaystyle {\tfrac {8}{2}}} und sammelte auf seinen zahlreichen Reisen durch die Länder Europas Insekten, Fossilien und Mineralien. Als Schriftsteller ist er 1840 der erste deutsche Autor eines umfangreichen Führers über Sankt Petersburg, für den er die Buchhandlung Heinrich Schmitzdorff im Stoljarnyj-Pereulok in St. Petersburg als Verleger gewinnen konnte. Im Jahr 1842 veröffentlichte er bei der E. Schweizerbart’schen Verlagshandlung in Stuttgart ein biographisches Werk zur Mineralogie, mit dessen Bearbeitung er 1828 begonnen hatte. Der ebenfalls in München lebende Zoologe Johannes Gistel gab 1846 eine Einschätzung zu seinen Sammlungen ab (große entomologische und schöne oryctognostische Sammlungen) und äußerte die Erwartung, dass von diesem edlen, tiefdenkenden und unermüdlich forschenden Gelehrten noch viel des Ungewöhnlichen zu hoffen sei. 
Später trat er in den Staatsdienst ein und war dort als Carl Schenkelberg im Bergbau-Wesen tätig. Zuletzt hatte er die Position eines Oberfaktors in der Königlichen Salz-Faktorei Aschaffenburg inne.
Schenkelberg starb 1869 im Alter von 63 Jahren in Aschaffenburg, wo er auch beigesetzt wurde.

## Schriften
- Carl von Schenkenberg: Die Kaiserlich-Russische Haupt- und Residenzstadt St. Petersburg und deren Umgegenden. Topographisch-statistisches Handbuch und Führer für Fremde. Schmitzdorff, St. Petersburg 1840 (Digitalisat)
- F. C. A. Schenkenberg (gen. Schenkelberg): Die lebenden Mineralogen. Adressen-Sammlung aller in Europa und den übrigen Welttheilen bekannten Oryktognosten, Geognosten, Geologen und mineralogischen Chemiker mit Angabe ihrer interessanteren Werke, Abhandlungen und Aufsätze; nebst einem Anhang, Aufzählung und kurze Notizen über alle kaiserlichen, königlichen Museen und Privat-Sammlungen, Verzeichniss aller Societäten, aller Journale und Zeitschriften in Bezug auf Mineralogie. E. Schweizerbart, Stuttgart 1842 (Digitalisat)